# 軍艦島 (映画)
『軍艦島』（ぐんかんじま、朝鮮語原題：군함도）は、2017年公開の韓国映画。日本未公開。

## 概要
本作は、日帝強占期（韓国における日本統治時代の呼称）、長崎県の通称「軍艦島」（端島）で「強制労働」させられていた400人余りの朝鮮人が決死の脱出を試みる抗日映画である。監督は、前作『ベテラン』で観客動員1,300万人以上を記録したリュ・スンワンが務めた。撮影は2016年6月17日に忠清北道清州市で始まり、同年12月20日に江原道春川市で終了した。本作は公開前から高い関心を集め、翌2017年1月25日に解禁された予告編は公開後わずか13時間で再生回数100万回超を記録した。また、前売りが韓国映画歴代1位を記録した。
2017年7月26日に公開されると、初日に97万人余りの観客を動員し韓国のオープニング興行記録を塗り替えたが、封切後は批判的な話題で取り上げられることが多くなった。まず問題となったのが韓国映画史上最多のスクリーン数を確保した公開スタイルで、公開初日のスクリーン数は韓国国内の全スクリーン数2575スクリーンに対して2168スクリーンという85%以上を占める数字であり、この映画館独占状態については観客はもちろん、他の監督やそれに同調する映画ファンを中心に各所から非難の声が集まった。
公開後には史実とは異なるストーリー展開や描写への批判などから興行成績が低迷する事態となった。エンタメ性の強い派手なアクション映画であったことが、より史実にもとづいたドラマを期待していた観客の期待に反していたとされる。また、8月に入って公開された映画『タクシー運転手 約束は海を越えて』に観客が流れたことも影響した。日刊スポーツは同作が「観客が映画を通じて見たかった話を描くのに失敗」したために観客が離れてしまったとの分析を伝えており、韓国のネットユーザーからも厳しい声が寄せられ、ストーリーについての批判も目立っている。
上映スクリーン数の多さも相まって損失は莫大なものとなり、責任をとって監督の妻であり製作会社の社長であったカン・ヘジョンは韓国のほとんどの映画協会（韓国映画監督協会、監督映画制作社協会、監督映画プロデューサー協会）からの脱退を余儀なくされてしまった。

### 論争
フィクションとはいえ、当時の「軍艦島」（端島）の実際の炭鉱の労働環境とかけ離れた大袈裟な脚色が見られるとして、端島の旧島民らから反論声明が出され、日韓友好を阻もうとする「一部の過激な活動家や運動家」が「日韓両国や両国民が敵対するように扇動する」ことを意図したプロパガンダ映画ではないかとの批判も挙がっており、「軍艦島を世界遺産にする会」も「端島の歴史を全否定する内容」「捏造と間違った歴史認識には両国の溝を深めるだけである」と批判している。
日本の産経新聞は、2016年に韓国で出版された児童向けの絵本『軍艦島 -恥ずかしい世界文化遺産-』についても言及し、これらの映画や絵本は韓国が官民挙げて取り組んだ軍艦島の世界遺産登録反対運動の一環であると報じた（世界文化遺産登録をめぐる日韓の確執については「明治日本の産業革命遺産 製鉄・製鋼、造船、石炭産業」も参照）。また、産経新聞は、故郷である軍艦島の姿が国内外で歪められることに憤りを感じている元島民たちが、正しい姿を後世に伝えるべく「真実の歴史を追求する端島島民の会」を結成したと報じた。
これに対して、韓国の朝鮮日報は「右翼傾向の強い産経新聞」が映画や絵本を捏造扱いしたと反発し、韓国国務総理直属の「対日抗争期強制動員被害調査及び国外強制動員犠牲者等支援委員会」が作成した実態調査資料や被害者等の証言記録を証拠として示した。また、リュ・スンワン監督も「産経新聞は朝鮮人少年坑夫など存在しなかったと主張しているが、自分たちは取材をしており、数多くの証言集から事実だという他はない」と反論し、世界文化遺産として登録された以上、軍艦島の歴史は世界の人々が知るべきであり、「光と影の部分をどちらも潔く明らかにした時、文化遺産として真の価値を持つようになるのではないか」と述べた。映画に先立つこと7月3日から10日の1週間、広告宣伝として「Island of Hell」など過激なコピーと共にニューヨークタイムズスクエアの電光掲示板に流された炭鉱夫の写真が軍艦島と無関係な写真であり、炭鉱夫も日本人であったことを指摘され、広報側はミスによる誤りであったことを認めた。
当時を知る端島の旧島民やその子孫などからなる「真実の歴史を追求する端島島民の会」は、映画と事実が違う点をいくつか挙げて、反論声明を駐日韓国大使と在日本大韓民国民団などに送った。
- 映画では、憲兵による朝鮮人への激しい暴行を描いているが、警察官が2人ほど駐在していただけである[8]。
- 朝鮮人労働者には家族連れもいて、その子供らは日本人と同じ学校で一緒に学んでおり、映画のように奴隷のごとく「働かされていた」ということはない[8]。
- 映画では、朝鮮人労働者が地下1,000メートルの坑道での労働を強制させられたことになっているが、実際の坑道は地下710メートルを超えていたに留まっており、送風機が備えつけられ、水飲み場もあった。よって、坑道内は意外に過ごしやすく、少なくとも灼熱の環境などではなかった[8]。
- 多くの朝鮮人労働者が殺されたこともなく、米軍による空襲も1945年（昭和20年）7月31日の1度だけであり、その時に発電所などの施設が空爆された[8]。

韓国の慶南女性新聞2020年1月28日の記事は、自称「軍艦島生存者」にして証言者のグ・ヨンチョル氏について、以下のように記述している。
なお、映画『軍艦島』公開の際には、軍艦島経験者を招いての鑑賞会も行なわれ、彼らからはこのような殺人が蔓延していたといったまでの話は出ていず、また、事故などで死者が出た場合にはきちんと弔い遺骨を朝鮮に返還していたという話がなされている。反面で、中国人の扱いは彼ら朝鮮人よりいっそう酷かったとの話も出ている。徴用されてきた朝鮮人・中国人の過酷な状況については、日本側でまとめられた彼らの証言集がある。

## あらすじ
日本統治時代、日本・軍艦島に徴用された後、命をかけて脱出を試みる約400人の朝鮮人を描いた作品。

## キャスト
- イ・カンオク - ファン・ジョンミン
- チェ・チルソン - ソ・ジソブ
- パク・ムヨン - ソン・ジュンギ
- マルニョン - イ・ジョンヒョン
- イ・ソヒ - キム・スアン